# Adelanthus falcatus
Adelanthus falcatus är en bladmossart som först beskrevs av William Jackson Hooker, och fick sitt nu gällande namn av William Mitten. Adelanthus falcatus ingår i släktet Adelanthus och familjen Adelanthaceae. Inga underarter finns listade i Catalogue of Life.